# Campeonato de Cantabria de Rally

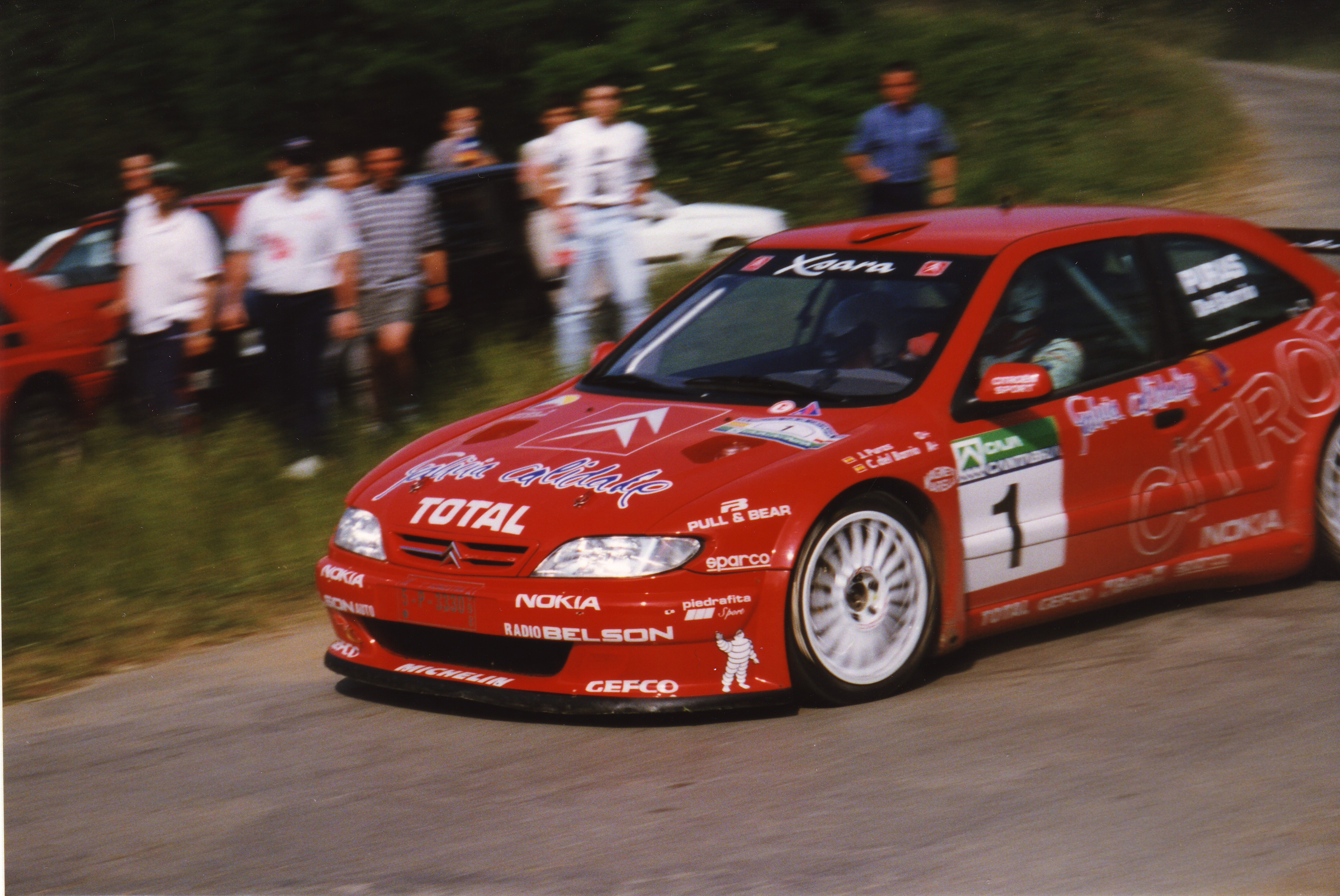
Jesús Puras conduciendo un Citroën Xsara Kit Car en el Rally Caja Cantabria 1998.

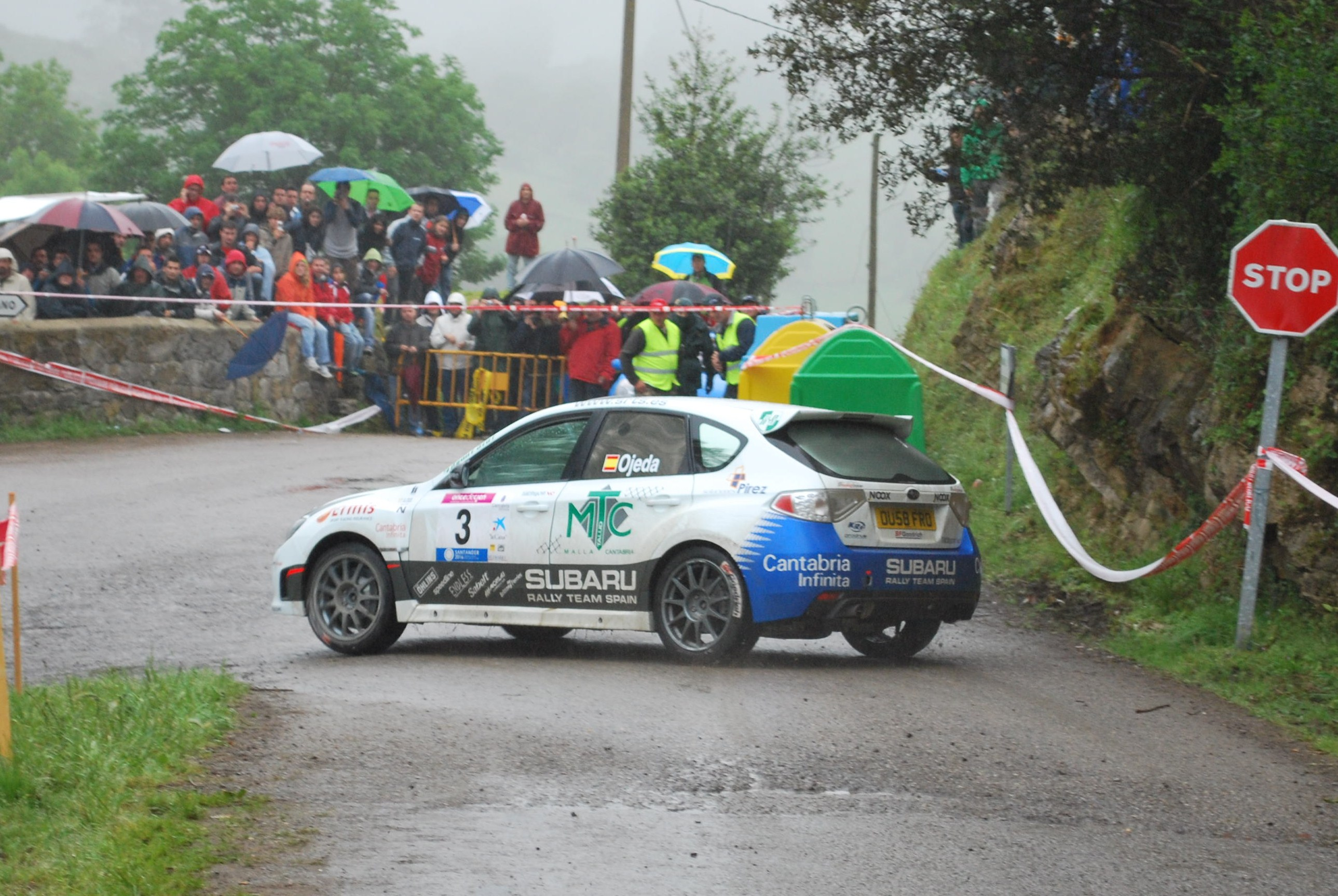
Enrique García Ojeda en el Rallye Cantabria-Infinita 2009.

El Campeonato de Cantabria de Rally es un campeonato de rally de ámbito autonómico que se celebra anualmente en Cantabria desde 1986 hasta la actualidad. Se compite en rallyes de asfalto y la temporada 2011 constó de siete pruebas. El último ganador es Daniel Peña con un Citroën DS3 R3T.

## Pruebas 2014
El regional cántabro cuenta en 2014 con las siguientes pruebas:
- Rally de Guriezo: 15 de marzo.
- Rally Puente de Treto: 24 de mayo.
- Rally Cantabria: 7 de junio.
- VIII Rallye Cristian López Herrero: 19-20 de julio.
- Rally Santander Cantabria: 11 de octubre.
- Rally de Cóbreces: 8 de noviembre.
- Rally Ribamontán al Mar-1000 Cruces: 6-7 de diciembre.

## Pruebas puntuables en anteriores ediciones
- Rally Alto Pas
- Rally Autonervión (País Vasco)
- Rally de Cabezón
- Rally del Real Valle de Carriedo
- Rally de Comillas
- Rally Costa de Ajo
- Rally de Granda (Asturias)
- Rally de Laredo
- Rally de Matienzo
- Rally de Medio Cudeyo
- Rally de Puente Viesgo

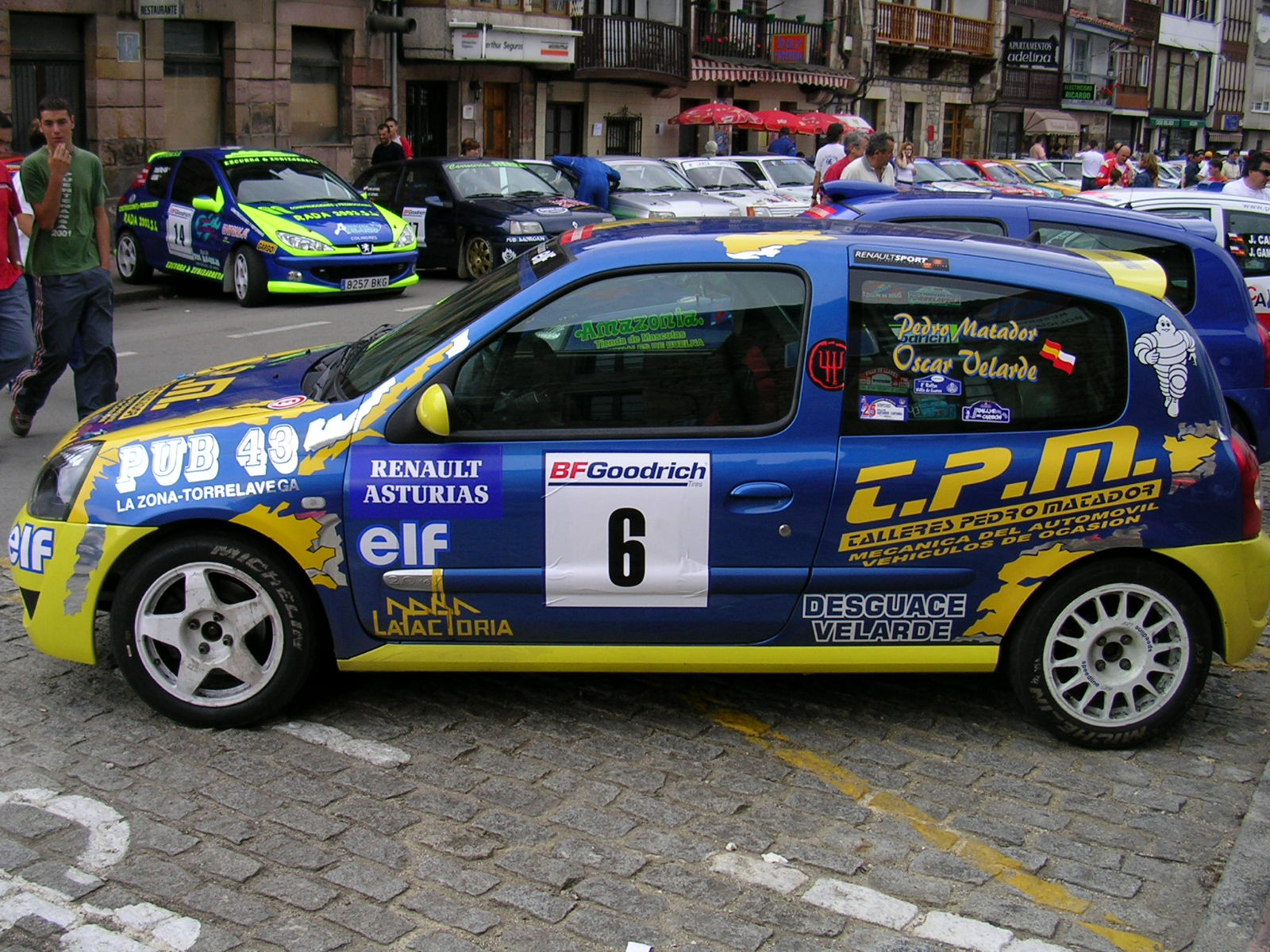
Coche de Pedro Matador y Oscar Velarde en el Rallye Villa de Cabezón de la Sal en 2004

- Rally de Reinosa / Rally de Campoo
- Rally de San Juan y San Pedro (León)
- Rally de San Vicente de la Barquera
- Rally de Selaya
- Rally de Toranzo
- Rally de Torrelavega
- Rally Valle de Aras
- Rally Vidal de la Peña
- Rally Villa de Noja

## Palmarés
| Año  | Piloto                        | Copiloto                 | Automóvil                      |
| ---- | ----------------------------- | ------------------------ | ------------------------------ |
| 1986 | Fidel de la Peña              | Bandera de ?             | Opel Ascona 2000               |
| 1987 | Javier Aguinaga               | Pellón                   | Renault 5 GT Turbo             |
| 1988 | Fidel de la Peña              | Bandera de ?             | Renault 11 Turbo               |
| 1989 | Miguel Martínez-Conde         | Aguirre                  | Renault 5 GT Turbo             |
| 1990 | José Luis García              | Julius Billmaier         | Peugeot 205 Rallye             |
| 1991 | Miguel Martínez-Conde         | L. Canales               | Renault 5 GT Turbo             |
| 1992 | Miguel Martínez-Conde         | L. Canales               | Renault Clio 1.8 16v           |
| 1993 | Manuel Cabo                   | Fernando Puras           | Renault 5 Turbo                |
| 1994 | Miguel Martínez-Conde         | Felipe Alonso            | Renault Clio Williams          |
| 1995 | Miguel Martínez-Conde         | Felipe Alonso            | Renault Clio Williams          |
| 1996 | Ignacio Arrarte               | Roberto Gutiérrez        | Renault Clio Williams          |
| 1997 | Daniel Sordo Sr.              | Bandera de ?             | Ford Escort Cosworth           |
| 1998 | Fernando Brizuela             | Bandera de ?             | Ford Sierra Cosworth           |
| 1999 | Bandera de ?                  | Bandera de ?             |                                |
| 2000 | Alberto Gómez Amigo           | Bandera de ?             | Ford Escort Cosworth           |
| 2001 | Jonathan de Miguel            | Ignacio Pernía           | Mitsubishi Lancer Evo VI       |
| 2002 | Juan Carlos Fernández         | Bandera de ?             | Mitsubishi Lancer Evo VI       |
| 2003 | Juan Carlos Fernández         | Lorenzo Fernández        | Mitsubishi Lancer Evo VI       |
| 2004 | Eugenio Mantecón              | Lorenzo Fernández        | Mitsubishi Lancer Evo VIII     |
| 2005 | Francisco Javier España Diego | Aitor Ríos               | Mitsubishi Lancer Evo VII      |
| 2006 | Eugenio Mantecón              | Lorenzo Fernández        | Hyundai Accent WRC             |
| 2007 | David Hernando                | Antonio Fernández        | Mitsubishi Lancer Evo VIII     |
| 2008 | David Hernando                | Antonio Fernández        | Mitsubishi Lancer Evo IX       |
| 2009 | Pedro A. Matador              | Ángela Fernández Noriega | Mitsubishi Lancer Evo VIII     |
| 2010 | Pedro A. Matador              | Ángela Fernández Noriega | Mitsubishi Lancer Evo VIII     |
| 2011 | Francisco Javier España Diego | Juan Luis García         | Mitsubishi Lancer Evo X        |
| 2012 | Francisco Javier España Diego | Borja Odriozola Torre    | Mitsubishi Lancer Evo X        |
| 2013 | Eugenio Mantecón              | Borja Odriozola Torre    | Volkswagen Polo N1             |
| 2014 | Daniel Peña                   | Raúl Celis               | Citroën DS3 R3T                |
| 2015 | Daniel Peña                   | Raúl Celis               | Citroën DS3 R3T                |
| 2016 | Daniel Peña                   | Raúl Celis               | Citroën DS3 R3T                |
| 2017 | Daniel Peña                   | Raúl Pérez Edilla        | Citroën DS3 R3T                |
| 2018 | Daniel Peña                   | Raúl Pérez Edilla        | Citroën DS3 R3T                |
| 2019 | Daniel Martínez González      | Javier Soto Alonso       | Citroën DS3 R3T                |
| 2020 |                               |                          |                                |
| 2021 | Daniel Peña                   | Raúl Pérez Edilla        | Citroën DS3 R3T Ford Fiesta R5 |
| 2022 | Daniel Peña                   | Raúl Pérez Edilla        | Citroën DS3 R3T Ford Fiesta R5 |

## Pilotos y copilotos históricos
- Carlos del Barrio: copiloto.
- Enrique García Ojeda.
- Miguel Martínez-Conde: campeón en 1989, 1991, 1992, 1994 y 1995[8]
- Jesús Puras.
- Fidel de la Peña: campeón en 1986 y 1988.